# Antepipona jocosa
Antepipona jocosa är en stekelart som först beskrevs av Gerst. 1871.  Antepipona jocosa ingår i släktet Antepipona och familjen Eumenidae. Utöver nominatformen finns också underarten A. j. tropicaloides.